# منية السعيد
قرية منية السعيد  هي إحدى القرى التابعة لمركز المحمودية في محافظة البحيرة في جمهورية مصر العربية. حسب إحصاءات سنة 2006، بلغ إجمالي السكان في منية السعيد 4235 نسمة، منهم 2126 رجل و2109 امرأة.